# Rani ki vav
Rani Ki Vav (en guyaratí: રાણકી વાવ, lit., 'El pozo escalonado de la reina') es un baori o pozo escalonado situado en la ciudad de Patan en el estado de Guyarat (India). Se encuentra a orillas del río Saraswati. Su construcción se atribuye a Udayamati, hija de Khengara de Saurashtra, reina y esposa del rey chaulukya del siglo XI Bhima I. Cubierto de sedimentos, fue redescubierto en la década de 1940 y restaurado en la década de 1980 por el Servicio Arqueológico de la India (ASI).
El mejor y uno de los ejemplos más grandes de su tipo y diseñado como un templo invertido que destaca la santidad del agua, el pozo está dividido en siete niveles de escaleras con paneles escultóricos; más de 500 esculturas principales y más de mil menores combinan imaginería religiosa, mitológica y profana.
En 2014 ha sido designado Patrimonio Mundial de la UNESCO, que lo describe así:.

Situado a orillas del río Saraswati, este monumento del siglo XI se construyó en un principio para honrar la memoria de un monarca. Los pozos escalonados constituyen un medio característico de captación y almacenamiento de aguas subterráneas en el subcontinente indio, donde se empezaron a construir desde el tercer milenio a.C. Con el correr del tiempo, los simples hoyos excavados en suelos arenosos se fueron transformando en refinadas obras arquitectónicas y artísticas de varias plantas. El Rani-ki-Vav se edificó cuando estaban en su pleno apogeo las técnicas artesanales de construcción de pozos y el estilo arquitectónico Maru-Gurjar, de ahí que este monumento sea un vivo reflejo de la consumada maestría técnica alcanzada entonces por los poceros y una obra artística de gran belleza, tanto por sus proporciones como por sus detalles. Concebido como un templo invertido para poner de relieve el carácter sagrado del agua, el Rani-ki-Vav posee siete plantas escalonadas con paneles esculpidos de gran calidad artística, en los que se pueden admirar unas 500 esculturas principales y otras 1.000 secundarias de temática religiosa, mitológica y profana, con referencias frecuentes a obras literarias. La cuarta planta del pozo es la más honda y da acceso a un depósito rectangular de 9,5 por 9,4 metros, a 23 metros de profundidad. El pozo propiamente dicho, que está emplazado en el extremo occidental del monumento, tiene 10 metros de diámetro y 30 de profundidad. (UNESCO/BPI)

## Historia

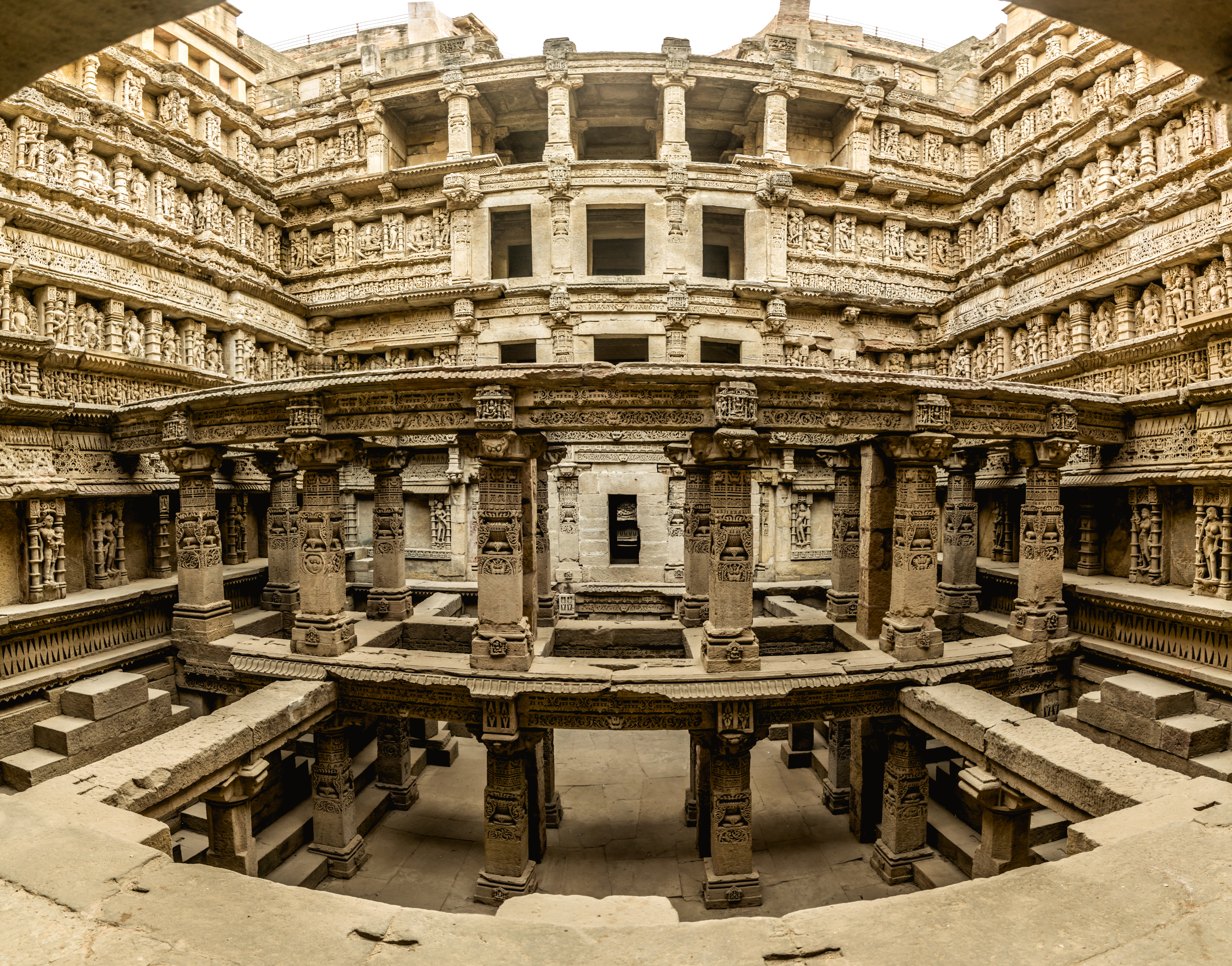
Dentro de Rani Ki Vav

Rani ki vav se construyó durante el gobierno de la dinastía Chaulukya. Se encuentra a orillas del río Saraswati. Prabandha-Chintamani, compuesta por el monje jainista Merutunga en 1304, menciona: «Udayamati, la hija de Naravaraha Khengara, construyó este novedoso pozo escalonado en Shripattana (Patan) superando la gloria del tanque Sahastralinga». Según él, el pozo escalonado entró en servicio en 1063 y se completó 20 años después. Se supone que fue construido en memoria de Bhima I (r. ca. 1022-1064) por su reina Udayamati y probablemente completado por Udayamati y Karna después de su muerte, pero se discute si ella era viuda cuando lo encargó. El Comisariado sitúa la fecha de construcción en 1032 basándose en la similitud arquitectónica con el templo Vimalavasahi en el Monte Abu construido en el mismo año.
El pozo escalonado fue inundado más adelante (siglo XIV ¿?) por el río Saraswati y se llenó de sedimentos. En la década de 1890, Henry Cousens y James Burgess lo visitaron cuando estaba completamente enterrado bajo tierra y solo se veían pozos y algunos pilares. Lo describieron como un enorme pozo de 87 m. En Travels in Western India, James Tod mencionó que el material del pozo escalonado se reutilizó en el otro pozo escalonado construido en Patan moderno, probablemente Trikam Barot ni Vav (pozo escalonado de Bahadur Singh). En la década de 1940, las excavaciones realizadas bajo el Estado de Baroda lo sacaron en parte a la luz. En 1986, el ASI realizó una importante excavación y restauración. Durante la excavación también se recuperó una imagen de Udayamati. La restauración se llevó a cabo entre 1981 y 1987.
Rani ki vav ha sido declarado Monumento de Importancia Nacional y está protegido por el ASI. Se agregó a la lista de sitios del Patrimonio Mundial de la UNESCO el 22 de junio de 2014. Fue nombrado el «lugar icónico más limpio» de la India en la Conferencia de Saneamiento de la India de 2016.

## Arquitectura
Rani ki vav se considera el mejor y uno de los ejemplos más grandes de arquitectura de pozo escalonado en Guyarat. Fue construido a la altura de la habilidad de los artesano Māru-Gurjara architectures en la construcción de pozos escalonados y el estilo arquitectónico Maru-Gurjara, lo que refleja el dominio de esa técnica compleja y la belleza de los detalles y las proporciones. La arquitectura y las esculturas son similares a las del templo Vimalavasahi en el monte Abu y a las del templo del Sol en Modhera.
Está clasificado como un pozo escalonado de tipo Nanda. Mide unos 65 m de largo, 20 m de ancho y 28 m de profundidad. El cuarto nivel es el más profundo y conduce a un estanque rectangular de 9,5 x 9,5 m, a una profundidad de 23 m. La entrada se ubica en el este mientras que el pozo se ubica en el extremo más occidental y consta de un pozo 10 m de diámetro y 30 m profundidad. El peldaño se divide en siete niveles de escaleras que conducen a un profundo pozo circular. Un corredor escalonado está compartimentado a intervalos regulares con pabellones de varios pisos con pilares. Las paredes, pilares, columnas, ménsulas y vigas están ornamentadas con tallas y volutas. Los nichos de las paredes laterales están ornamentados con bellas y delicadas figuras y esculturas. Hay 212 pilares en el pozo.

### Esculturas

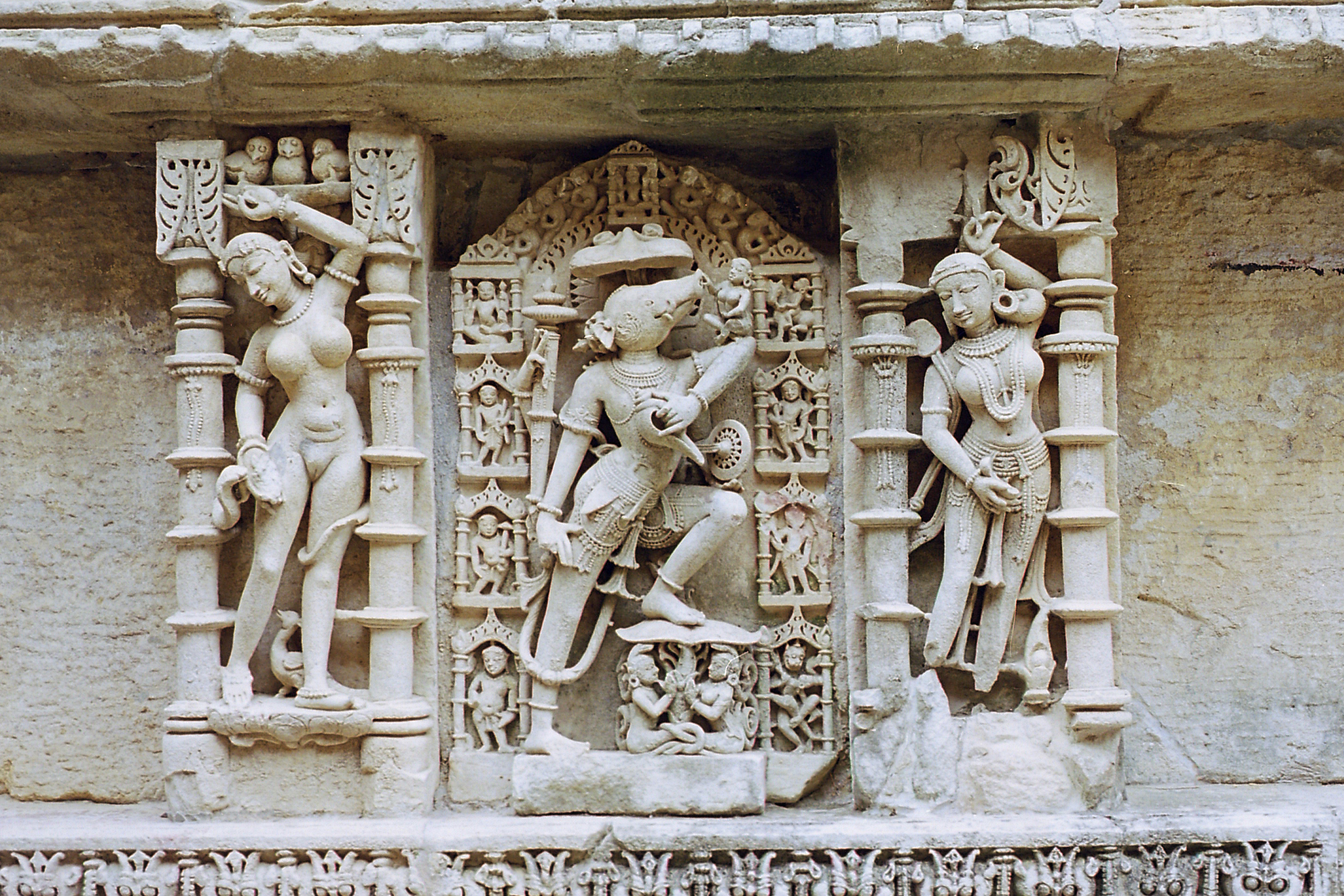
Varaha (centro), mujer con serpiente (izquierda)
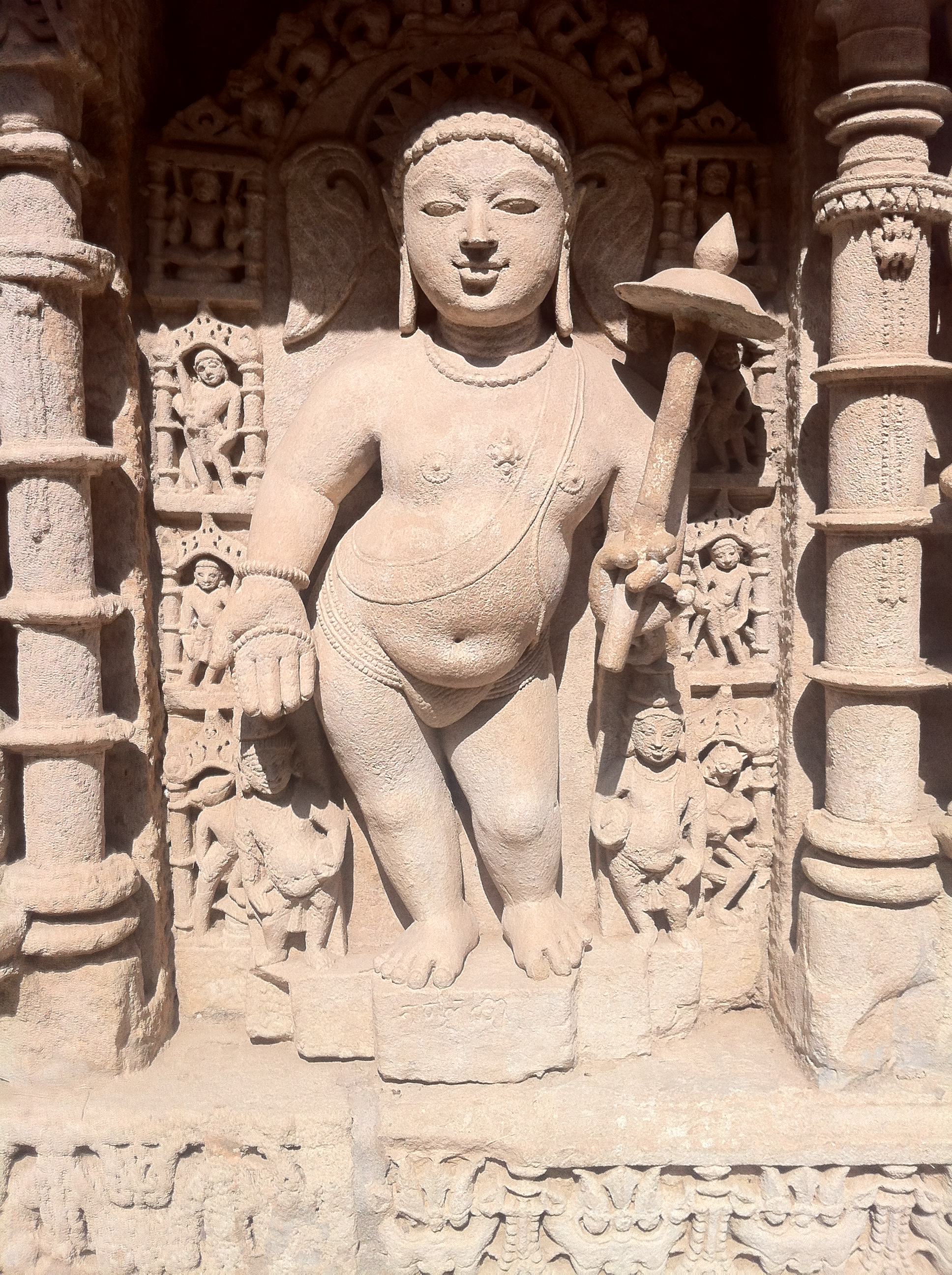
Encarnación vamana
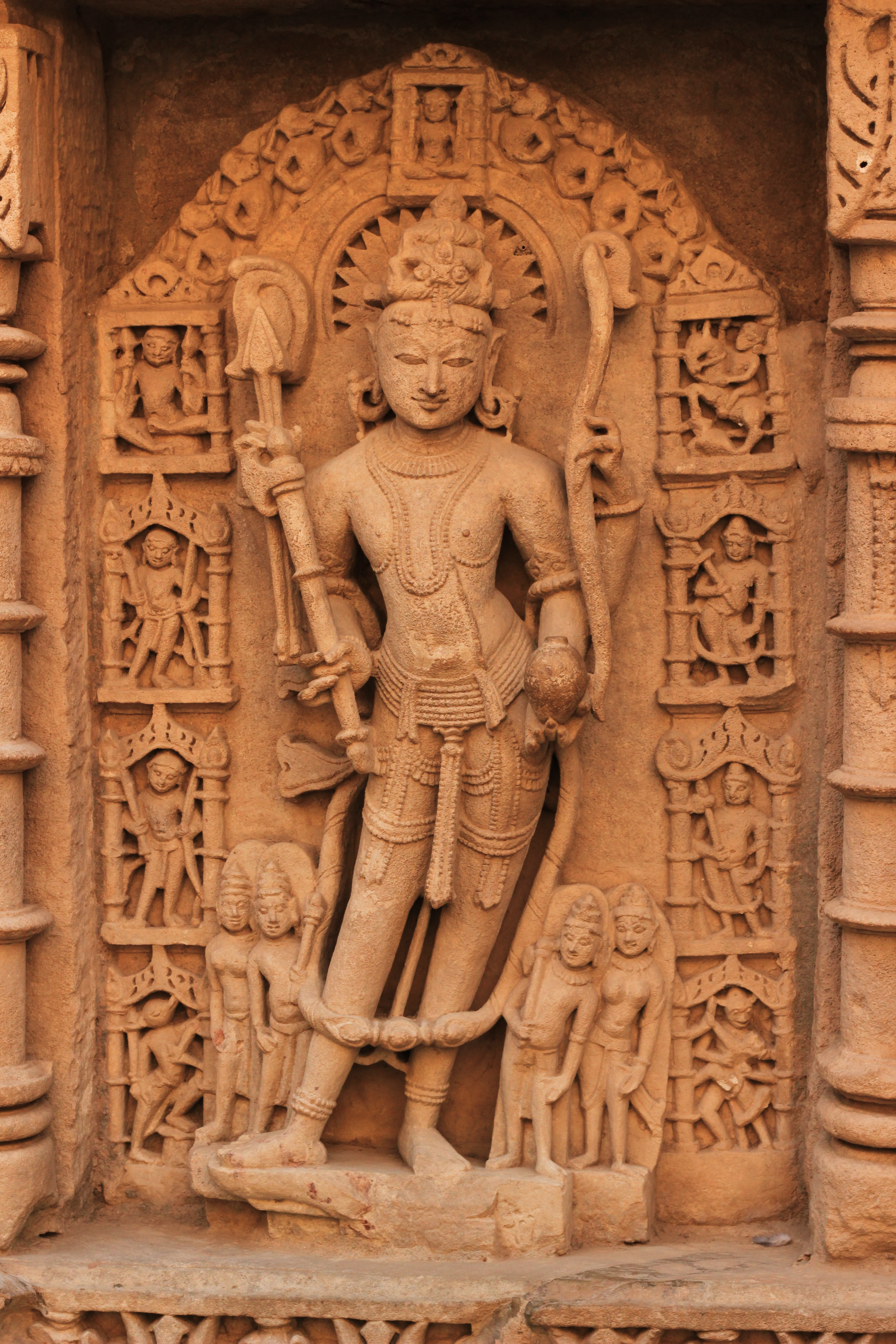
Encarnación de Parashurama
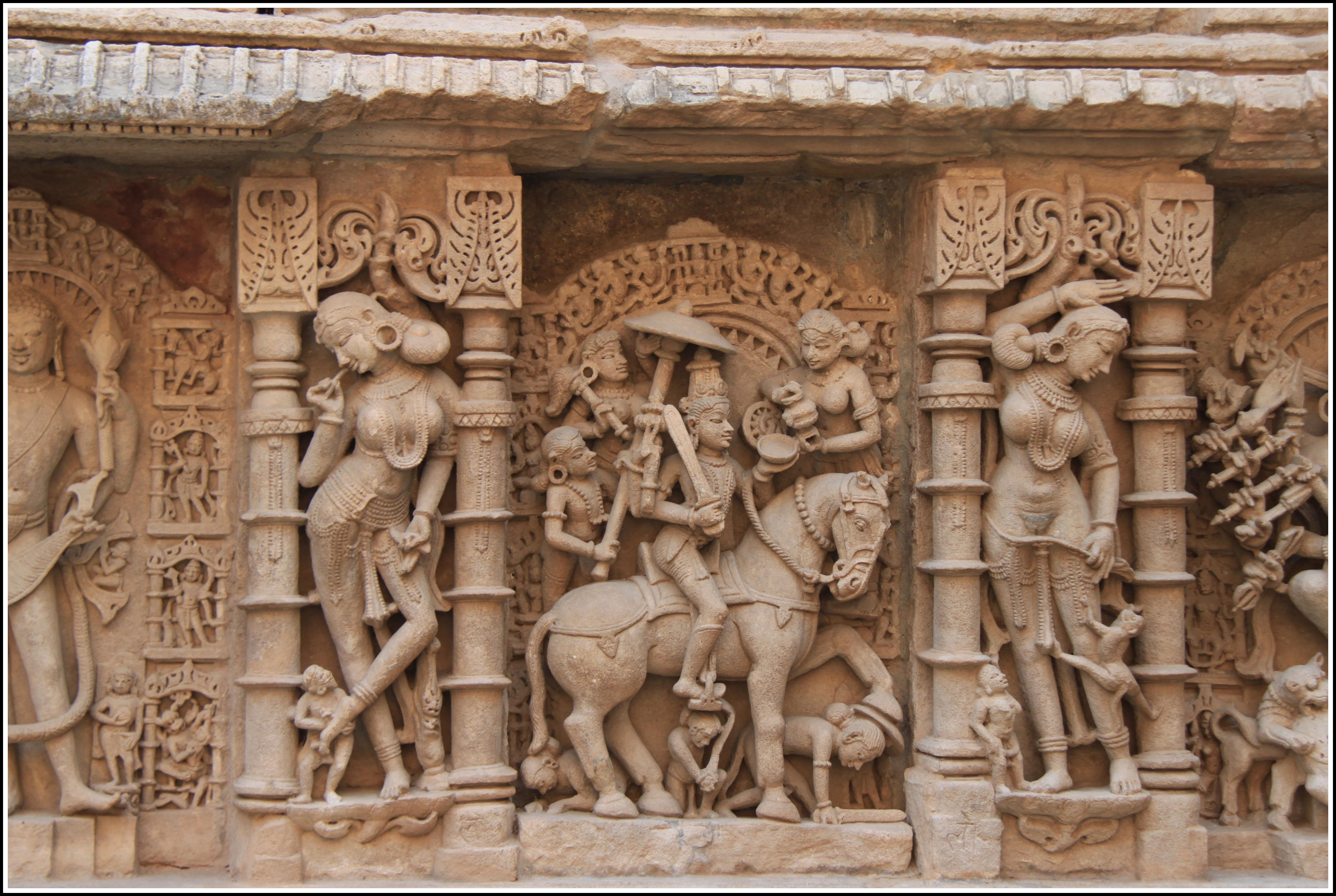
Encarnaciónde Kalki (centro), mujeres con lápiz labial o ramita (izquierda) y con mono (derecha)
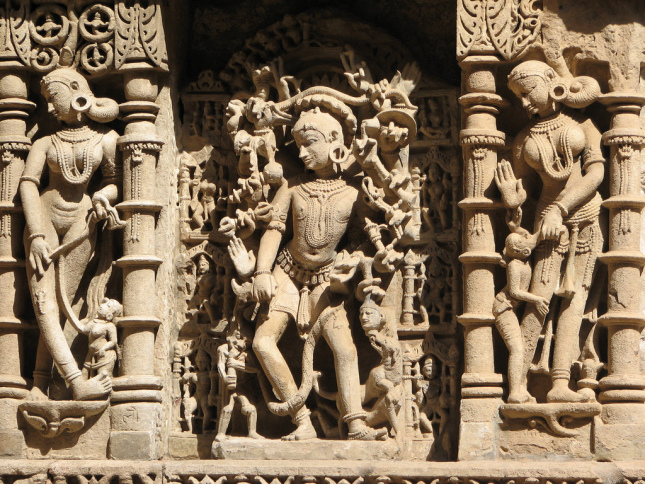
Bhairava y Apsaras.
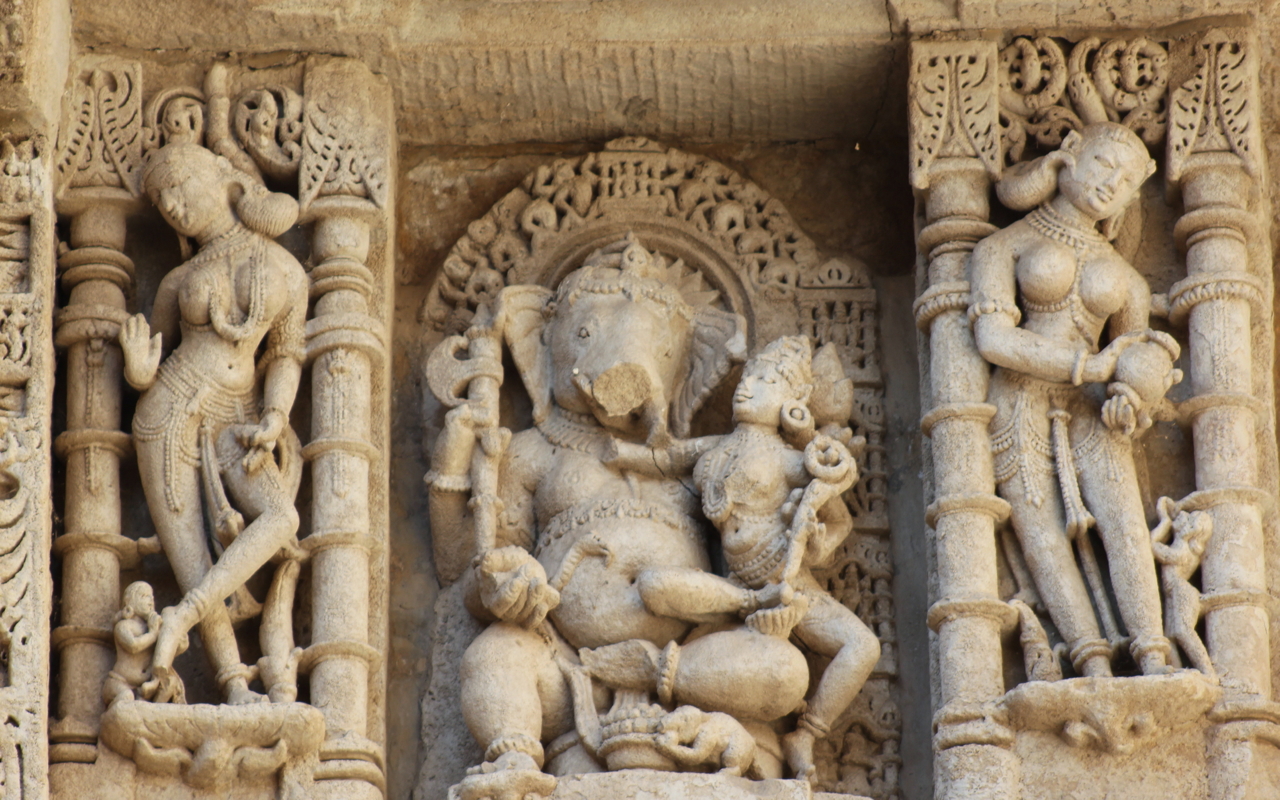
Ganesha con su consorte y Apsaras
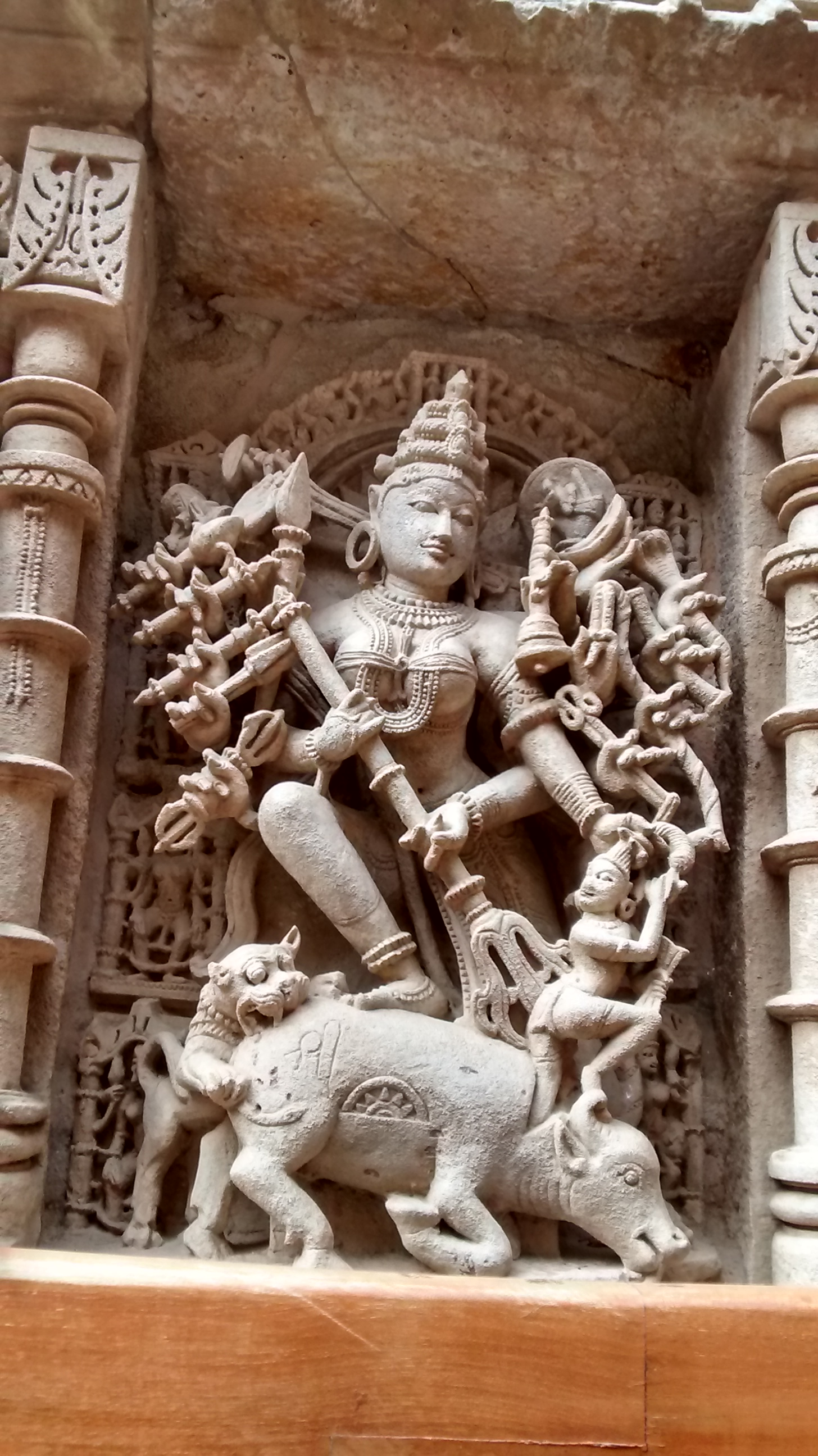
Durga matando a Mahishasura

Hay más de 500 esculturas principales y más de mil menores que combinan imágenes religiosas, mitológicas y seculares, a menudo haciendo referencia a obras literarias. La ornamentación de stepwell representa todo el universo habitado por dioses y diosas; seres celestiales; hombres y mujeres; monjes, sacerdotes y laicos; animales, peces y pájaros, tanto reales como míticos; así como plantas y árboles.
El pozo escalonado está diseñado como un santuario subterráneo o un templo invertido. Tiene un significado espiritual y representa la santidad del agua. Las esculturas en stepwell representan numerosas deidades hindúes, incluidas Brahma, Vishnu, Shiva, diosas (Devi), Ganesha, Kubera, Lakulisha, Bhairava, Surya, Indra y Hayagriva. Las esculturas asociadas con Vishnu superan en número a todas las que incluyen Sheshashayi Vishnu (Vishnu reclinado sobre mil serpientes encapuchadas Shesha en el océano celestial), Vishwarupa Vishnu (forma cósmica de Vishnu), veinticuatro formas y Dashavatara (diez encarnaciones) de Vishnu.
Las esculturas de deidades con sus familias como Brahma-Savitri, Uma-Maheshwar y Lakshmi-Narayan están allí. Destacan entre otras esculturas Ardhanarishwara, así como un gran número de diosas como Laksmí, Parvati, Sarasvati, Chamunda, Durga /Mahishasurmardini con veinte manos, Kshemankari, Suryani y Saptamatrikas. También hay imágenes de Navagraha (nueve planetas).
Hay un gran número de seres celestiales (Apsaras). Una escultura de Apsara representa aplicándose lápiz labial en los labios o masticando una ramita aromática mientras un hombre le hace cosquillas en los pies. En el lado norte del pabellón del tercer piso, hay una escultura de una Apsará protegiéndose de un mono que se aferra a su pierna y tira de su ropa, revelando su cuerpo seductor. A sus pies, hay una mujer desnuda con una serpiente alrededor del cuello que probablemente represente un motivo erótico. Allí se encuentra una escultura de Nagkanya (princesa serpiente) con cabello largo y un cisne, así como esculturas de bailarinas celestiales en posiciones de danza clásica.
Hay muchas esculturas que retratan a mujeres en su vida y actividades cotidianas: una representa a una mujer que se peina, se ajusta el arete y se mira en el espejo; otras, a una mujer escribiendo una carta, a una joven con un escorpión trepando por su pierna derecha y su ropa deslizándose sin saberlo; a otra joven tirando de la barba de un hombre con aspecto de enano; a una mujer con un plato de pescado en sus manos con una serpiente rodeando su pierna y extendiendo la mano para pescar; una más a una joven que sale del baño con el cabello mojado y un cisne atrapando gotas de agua que caen de sus cabellos como si fueran perlas. Estas esculturas de mujeres están adornadas con joyas —brazaletes, aretes, collares, cinturones, tobilleras y otros—, así como con ropa elegante y cabellos bien peinados. En ellas se representa la variedad de expresiones y emociones. Representan tanto la belleza como el amor en su forma sublime y seductora que señala el erotismo. Hay esculturas que representan el amor maternal, como una mujer que sostiene a su hijo y señala la luna para desviar su atención, o una mujer que cría a su hijo en alto para que pueda recoger un mango del árbol, o na mujer en un bosque de mangos con niños con ella.
Hay ménsulas en voladizo que aumentan gradualmente en el pozo y que están profusamente ornamentadas. Hay tallas de kalpavriksha en el muro que se arrepienten de la fertilidad y el culto a la naturaleza, mientras que kirtimukhas y makaras adornan los sótanos y los capiteles de los pilares. En el muro del lado norte de la entrada del pozo, hay patrones geométricos de celosía y diseños que se asemejan a los diseños de la tradición textil local de Patola. Es posible que se hayan adaptado de las tallas de madera y de los techos de los templos. Las figuras de animales de caballos, elefantes y leones se utilizan como decoración de pilares y molduras de sótanos.

## Galería

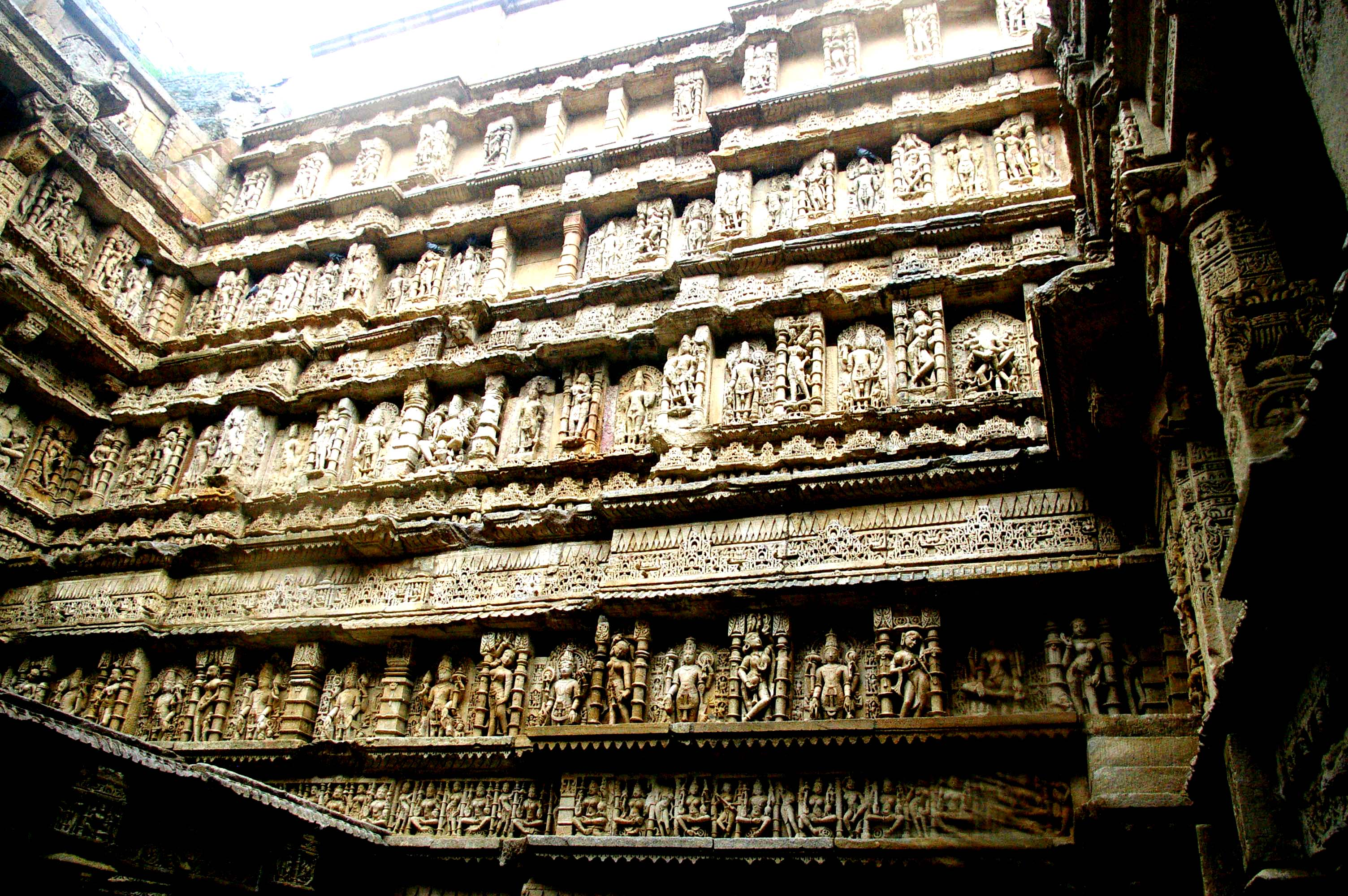
Muro con paneles escultóricos
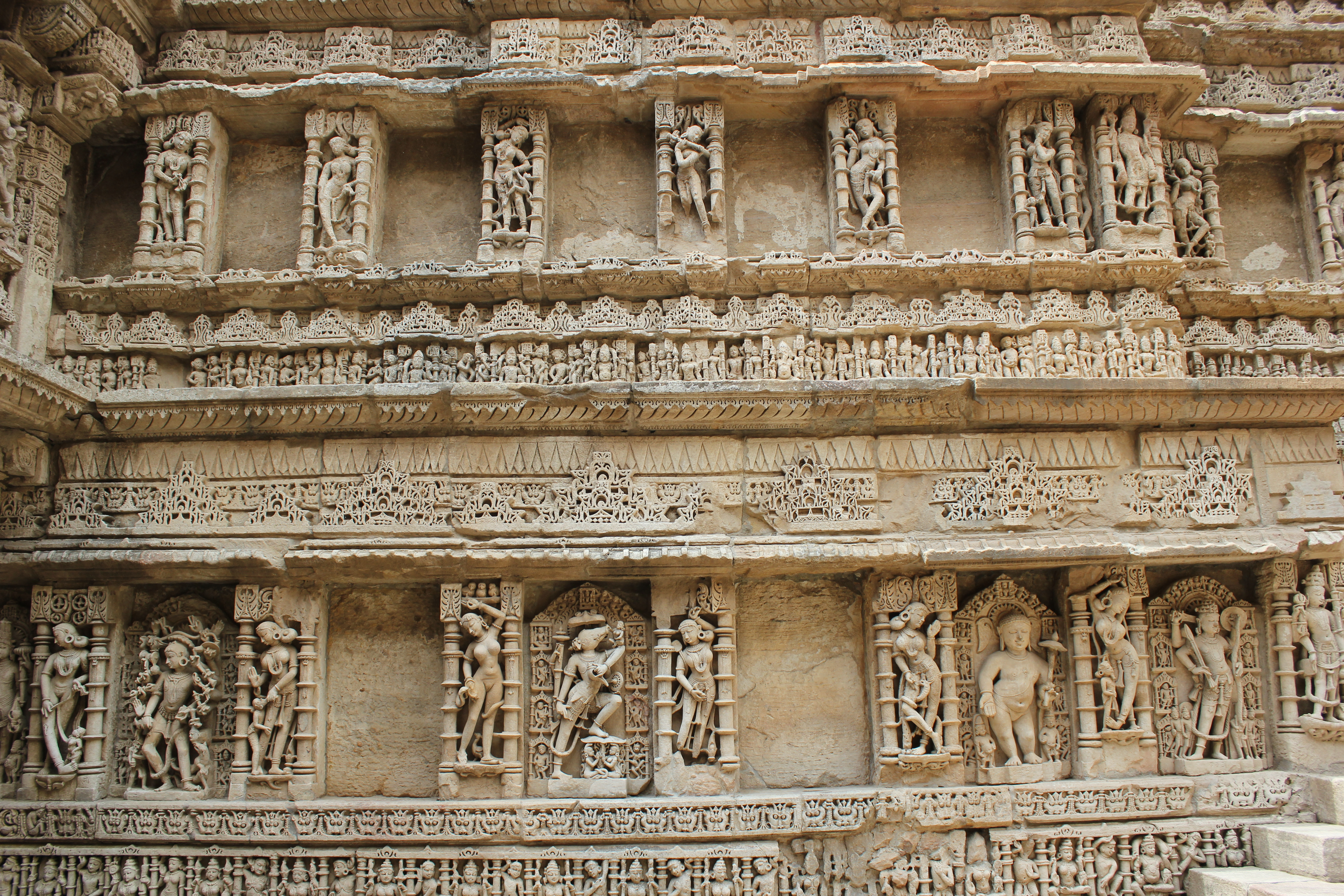
Muro con paneles escultóricos
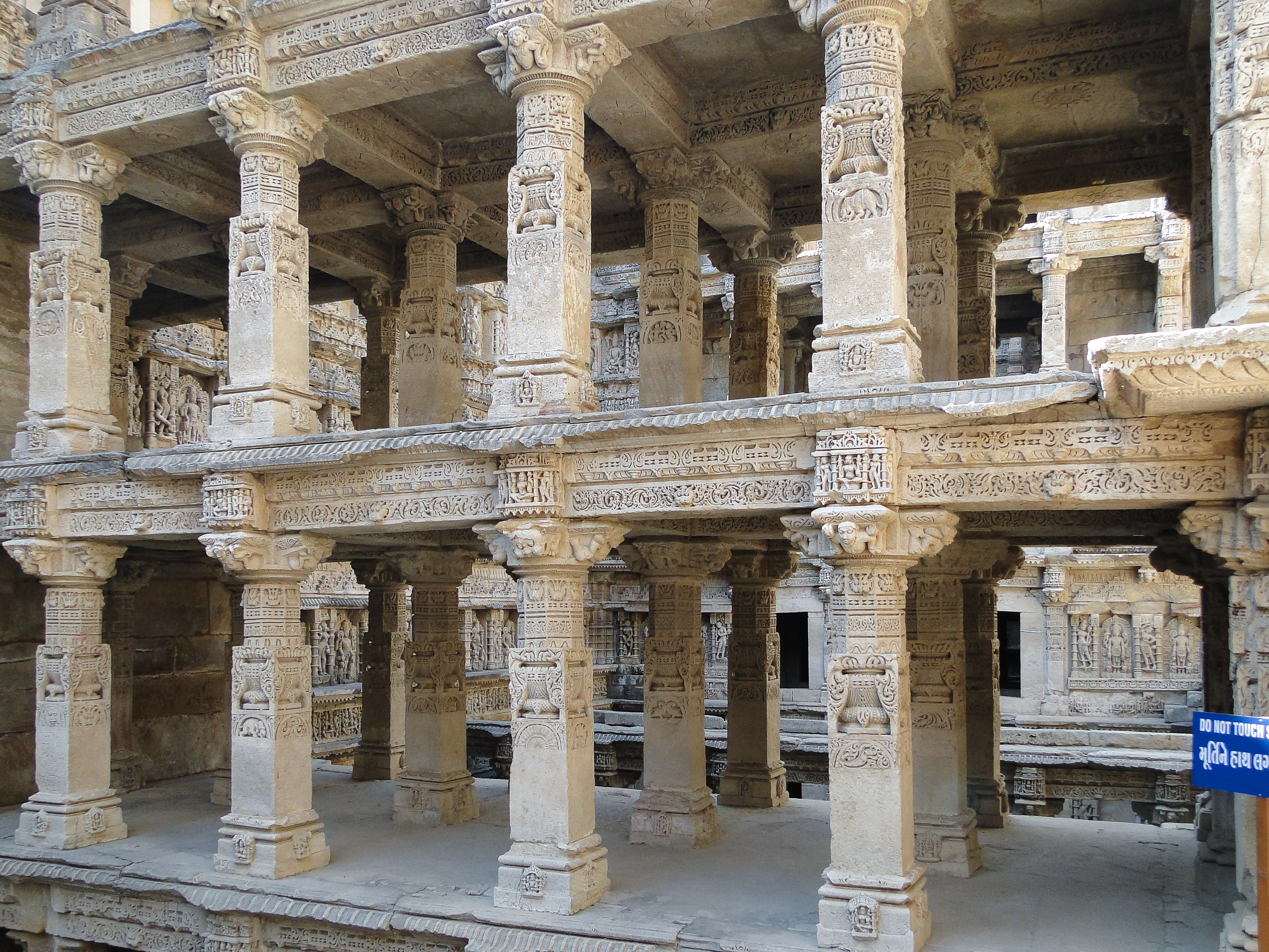
Pilares tallados
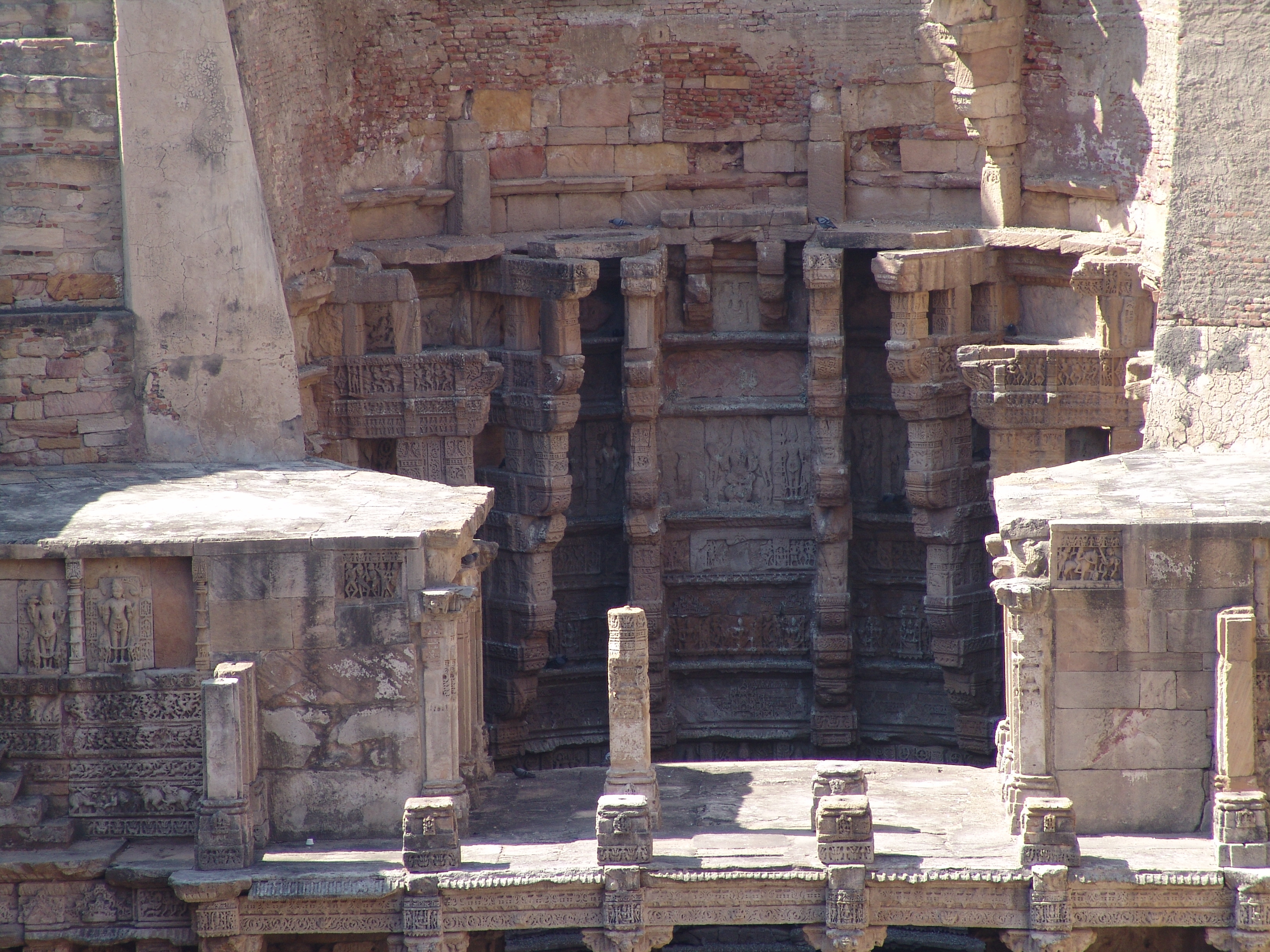
Soportes en voladizo en el eje del pozo
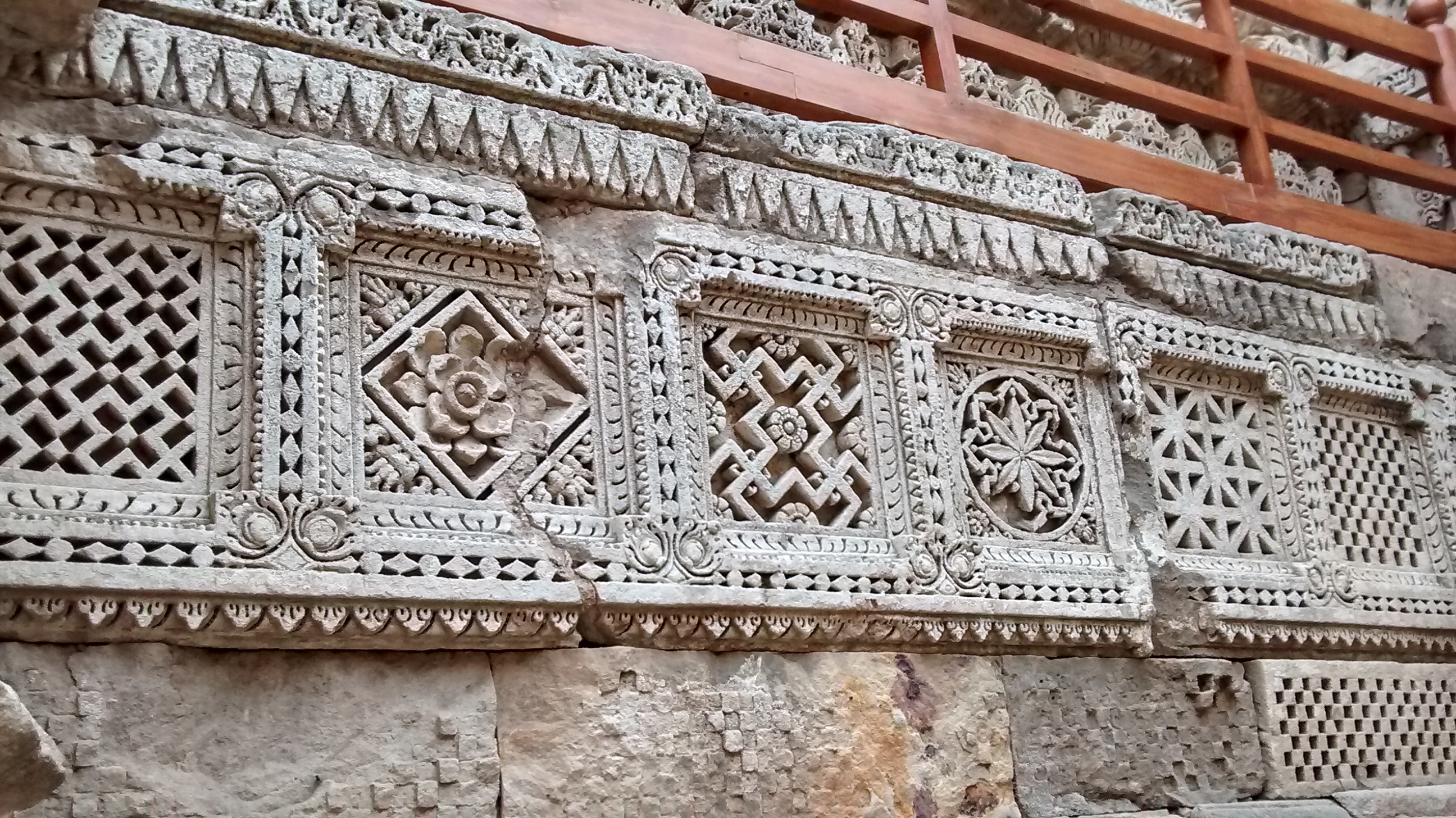
Celosía geométrica que se asemejan a los diseños de Patola

## Representación

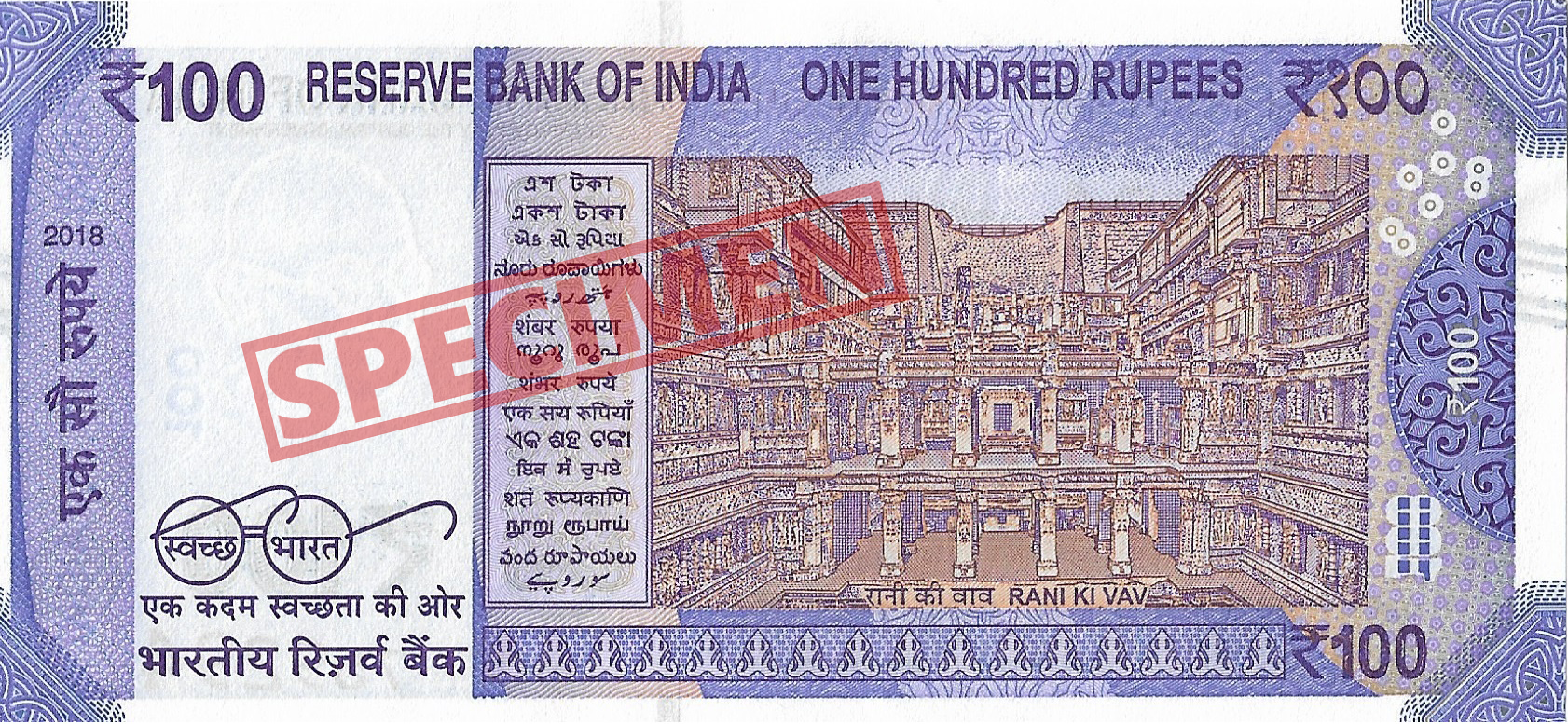
Billete de 100 rupias

Desde julio de 2018, el billete de 100 rupias de la Nueva serie de Mahatma Gandhi presenta a Rani Ki Vav en la parte posterior.